# Clemens Blume
Clemens Blume (ur. 31 stycznia 1862 w Billerbeck, zm. 1932) − niemiecki jezuita, hymnolog.
Zdobył wykształcenie w gimnazjum jezuitów w Feldkirch w Austrii. Kontynuował naukę w szkołach jezuickich w Holandii i Anglii. Studiował na uniwersytetach w Pradze i Bonn. Do zakonu wstąpił w 1878. Pracował jako nauczyciel w gimnazjum w Feldkirch w latach 1887-1890. Święcenia kapłańskie przyjął w 1893. Poświęcił życie studiom nad hymnami liturgicznymi. Przy okazji badań odwiedził większe europejskie biblioteki. Wraz z Guido M. Drevesem wydał Analecta Hymnica medii ævi (1896-1905). Sam wydał składającą się z 57 tomów Analecta Hymnica medii ævi. Współpracował przy powstawaniu Kirchliches Handlexikon. Jego opracowania zostały włączone do Stimmen aus Maria-Laach, Die Kirchenmusik oraz Catholic Encyclopedia.

## Dzieła
- Das Apostolische Glaubensbekenntnis (1893)
- Repertorium Repertorii oder kritischer Wegweiser durch Ul. Chevalier's Repertorium Hymnologicum (1901)
- Wolstan von Winchester und Vital von Saint Evroult (1903)
- Cursus S. Benedicti Nursini und die liturgische Hymnen des 6.-9. Jahrhunderts (1908)
- Ein Jahrtausend lateinischer Hymnendichtung, Eine Blutenlese aus den Analecta Hymnica (1909)
- Ursprung des Ambrosianischen Lobgesanges (1912)